# I grandi comici del fumetto
 è una serie a fumetti in 4 numeri pubblicata annualmente da maggio 1997 a maggio 2000 dalla Sergio Bonelli Editore.
I volumi, completamente a colori, vedono la partecipazione degli autori che hanno fatto la storia del fumetto comico italiano. I colori sono di Luca Salvagno.
Cocco Bill Diquaedilà è l'ultima storia scritta e disegnata da Benito Jacovitti prima della sua morte. È stata ristampata all'interno del volume Cocco Bill - Ridere nel West pubblicato il 24 febbraio 2010 nella collana 100 anni di fumetto italiano allegata alla Gazzetta dello Sport.
La città avrebbe dovuto essere pubblicata in Zona X. Bonvi morì nel dicembre 1995 poco dopo averne completato la sceneggiatura assieme a quella di Maledetta galassia!, seguito di Storie dello spazio profondo creata fra il 1969 e il 1970 con Francesco Guccini. Dopo circa 3 anni Giorgio Cavazzano terminò di disegnare le due storie che furono pubblicate nel 1998 e nel 1999 nella neonata collana della Sergio Bonelli Editore. La città si compone di quattro capitoli: Un regalo per Victor-Victoria, Sterminateli senza pietà! (riproposizione di una storia omonima di Bonvi del 1968 già pubblicata dalla Biblioteca Umoristica Mondadori in Incubi di provincia), Il guardiano della città e L'albergo del signor Gotié e sono anticipate da una prefazione presentata da Martin Mystère, caratteristica tipica dei primi albi di Zona X. Maledetta galassia!, invece, presenta 3 storie senza titolo. Entrambe sono state ristampate nel 2011 dalla Rizzoli Lizard nel volume Altre storie dello spazio profondo.

## Albi
| Nr. | Titolo                                           | Data pubblicazione | Soggetto         | Sceneggiatura    | Disegni           | Copertina         |
| --- | ------------------------------------------------ | ------------------ | ---------------- | ---------------- | ----------------- | ----------------- |
| 1   | Cocco Bill Diquaedilà                            | maggio 1997        | Benito Jacovitti | Benito Jacovitti | Benito Jacovitti  | Benito Jacovitti  |
| 2   | La città                                         | maggio 1998        | Bonvi            | Bonvi            | Giorgio Cavazzano | Giorgio Cavazzano |
| 3   | Maledetta galassia! Storie dallo spazio profondo | maggio 1999        | Bonvi            | Bonvi            | Giorgio Cavazzano | Giorgio Cavazzano |
| 4   | Pedrito el Drito                                 | maggio 2000        | Alfredo Castelli | Alfredo Castelli | Antonio Terenghi  | Antonio Terenghi  |